# Жук хлібний
Жук хлібний або жук-кузька (Anisoplia austriaca Hrbst.) жук родини пластинчастовусих. Цей вид утворює три підвиди: austriaca, hordearia, major (в Україні мешкає лише перший з них). Жук поширений майже на всій території Україні. Шкідник зернових культур. Пошкоджує злаки, а також численні інші культивовані і дикорослі рослини. Яйце, личинка та лялечка розвиваються у ґрунті.

## Зовнішній вигляд[2]
Жуки завдовжки 12,8-16 мм. Тіло чорне, зверху голе, знизу вкрите густими сірими волосками. Виду притаманний статевий диморфізм:
- забарвлення: голова, передньоспинка і щиток із зеленим полиском; надкрила буро-жовті або червоно-бурі; у самців чорна навколощиткова пляма коротша і трохи розпливчаста, у самиць вона довша і більш чітка. У деяких самців такої плями немає зовсім;
- бічний край надкрил вкритий короткими щетинками, а у самиць — ще й потовщеним валиком;
- у самців великий кігтик передніх лапок знизу, майже посередині — із великим зубцем.

Яйця білі, кульоподібні, діаметром два міліметри. [Личинка|Личинки]] білі, м'ясисті, С-подібно вигнуті, з буро-жовтою головою, добре розвинутими вусиками і ногами. Довжина тіла дорослих личинок 30-35 мм. Лялечки жовтуваті, 14-17 мм завдовжки.

## Спосіб життя
Активних жуків можна зустріти у природі, починаючи з травня і до початку серпня. Крила допомагають їм розселюватись. Особливо до вподоби їм жаркі сонячні дні. Вночі жуки звичайно ховаються під грудочками ґрунту, у тріщинах, на поверхні ґрунту вони лишаються також у хмарні прохолодні дні. Протягом двох тижнів після виходу з зимівлі вони харчуються на колоссях злаків зерном молочної та воскової стиглості. В цей же час відбувається парування. Невдовзі починається період відкладання яєць. Самиця заривається у ґрунт на глибину 10-15 см і відкладає там купку яєць (30-40 штук). Звичайно це відбувається на сільгоспугіддях із пухким ґрунтом — на парах або просапних культурах. Загальна плодючість самки часом сягати 100 яєць, але в середньому вдвічі менша.
Зародковий розвиток триває два-три тижні (залежно від температури). Личинки молодшого віку харчуються переважно перегноєм, а згодом гризуть коріння. Протягом життя вони один раз або двічі линяють. Восени ховаються в ґрунт на глибину 36-80 см, і лишаються до весни у стадії діапаузи. Наступного травня вони знову підіймаються у верхні шари ґрунту, де і харчуються. Після ще однієї зимівлі (на глибині 30-80 см), у другій половині травня — в червні вони облаштовують собі комірку (на глибині 10-15 см), де і заляльковуються. Стадія личинки триває 22-25 місяців, лялечки — близько двох тижнів.
В особливо в жаркі посушливі роки, жуки після жнив ховаються у ґрунт на глибину 10-50 см, де перебувають у стані літньої діапаузи. Залежно від температури й особливо вологості ґрунту вони лишаються там 20-30 діб і більше. Коли у ґрунт потрапляє волога, жуки знову стають активними. Вони з'являються на поверхні зазвичай у другій половині серпня — на початку вересня.
Природними ворогами хлібного жука є хижі двокрилі — ктирі, жуки туруни, численні види птахів. На личинках паразитують личинки ос-сколій, паразитичні мухи-тахіни, а також бактерії та гриби.

## Поширення
Хлібний жук — типовий представник степової фауни. Його ареал охоплює степову зону, лісостеп і південь лісової зони: від Центральної та Південно-Східної Європи (Німеччина, Швейцарія, Словаччина, Хорватія) до Казахстану і Алтай|Алтаю]]. Жук мешкає також у Туреччині, Закавказзі та Північному Ірані. Північна його межа проходить по Україні (Хмельницька, Житомирська, Чернігівська області), півдню Європейської частини Росії (Курська, Тамбовська, Пензенська, Саратовська області). В Україні жука немає лише на Північно-Західному Поліссі.

## Значення у природі та житті людини
Подібно до інших біологічних видів, хлібний жук є невідємною ланкою природних екосистем, споживаючи рослинні тканини і стаючи здобиччю тварин — хижаків та паразитів. Однак у зернових господарствах жуки можуть завдавати значної шкоди, особливо, коли їх чисельність і щільність досягає значних величин (до 60-100 особин/кв. метр).
Вони поїдають та пошкоджують зерно, що дозріває у колоссі; під час обгризання колосу чимало зерен осипається на землю. Особливих втрат зазнають пшениці, дещо менших, але теж відчутних — жито та ячмінь. Личинки обгризають коріння цих же рослин, а також кукурудзи, буряків, соняшника, картоплі, тютюну, сіянців плодових та декоративних дерев тощо. В Україні зона високої шкодочинності жука знаходиться південніше лінії, що проходить через Вінницьку, Полтавську, Київську та Харківську області. Шкодочинність комахи підвищується у теплі сухі роки. Коли чисельність жуків перевищує 10 екз/кв. метр при щільності посівів понад 25 стебел на квадратний метр, втрати зерна досягають 50 %.
Штучному пригніченню популяцій жука заважає наявність природних осередків диких злаків (пирію та інших). В період масового льоту жуків проти них застосовують інсектициди. Для знищення яєць, личинок та лялечок застосовується:
- лущіння стерні з наступною глибокою оранкою на зяб;
- міжрядна обробка просапних та пару
- поливання аміачною водою[8].

Вагомий внесок у розробку мікробіологічного методу боротьби зі шкідником зробили І. М. Красильщик та І. І. Мечников.

## Цікавий факт
У російській мові здавна відомий фразеологічний вираз-загроза «показати кузькіну мать». Етимологія її достеменно не встановлена. Одна з версій пов'язує походження виразу з колишніми величезними збитками, які завдавав прожерливий жук сільському господарству. Мовляв, «мати» такої жахливої істоти ще страшніша.
Цей вираз часом використовував у публічних промовах (в тому числі з трибуни ООН) очільник СРСР Микита Хрущов. Під час його закордонних візитів це заганяло у глухий кут перекладачів. Звичайно, вони перекладали дослівно як «Kuzma's Mother», але іноземні слухачі й читачі не могли второпати, до чого тут «мати» якогось «Кузьми».